# L'Inferno di Topolino
L'Inferno di Topolino è una storia a fumetti, parodia dell'Inferno dantesco, pubblicata dalla Arnoldo Mondadori Editore sul periodico Topolino - dal n. 7 al n. 12 - da ottobre 1949 a marzo 1950. Venne realizzata dallo sceneggiatore Guido Martina e disegnata da Angelo Bioletto. Martina ha anche scritto le didascalie in versi che accompagnano per intero la storia rendendola simile a un poema in terzine come quello dantesco, e questo frutterà a Martina la menzione del nome nella prima vignetta, cosa eccezionale visto l'anonimato in cui lavoravano gli autori dell'epoca. Oltre a essere considerata uno dei capolavori di Martina, è stata la prima parodia della Disney realizzata in Italia.

## Trama

### Prima parte
Topolino e Pippo hanno appena interpretato rispettivamente Dante Alighieri e Virgilio in uno spettacolo teatrale tratto dall'Inferno. Invidioso del successo riscosso, Pietro Gambadilegno fa ipnotizzare da un complice i due nemici di sempre, i quali continuano a comportarsi come i personaggi che hanno interpretato. Dopo una grossa arrabbiatura di Minni, presa da Topolino per Beatrice, Topolino e Pippo si recano in biblioteca per saperne di più su Dante. Durante la lettura però si addormentano e sognano di ritrovarsi in una "selva oscura" dove, sempre nei panni di Dante e Virgilio, si incamminano verso l'Inferno. Incontrano un leone con le mansioni di vigile che tenta di multarli per l'assenza di fanale e catarifrangente sulla bici di Pippo. Topolino si libera del leone con un gancio sinistro, e i due viandanti giungono infine alla porta dell'Inferno e si presentano al cospetto di Caronte, il quale tenta di allontanarli ma poi accetta di imbarcarli dopo aver saputo che sono poeti (e quindi "sempre morti di fame"). Vengono portati nel limbo, in cui gli studenti si vendicano di costoro "che fanno tristi gli anni della scuola": Orazio, Platone, Cicerone, e soprattutto la personificazione dell'aritmetica. Poi incontrano Omero e Giulio Cesare, ma anche la personificazione del sofisma e della filosofia. Topolino e Pippo scendono quindi nel secondo cerchio, in cui nel salone di bellezza di Minosse vengono puniti i vanitosi che "in testa non avevano cervello / ma solo brillantina sui capelli". Inoltre Minosse, usando un ventilatore gigante, scatena una bufera che travolge coloro che si "davano arie".

### Seconda parte
Topolino e Pippo si ritrovano nel cerchio dei golosi, in cui questi ultimi sono condannati a mangiare senza sosta. Mentre un branco di cani aggredisce i golosi, Pippo, per scampare a Cerbero, cade nella padella di un demone che lo offre a Qui, Quo e Qua a mo' di cappone. I tre fratelli, però, salvano Pippo e tornano in Terra redenti dalla buona azione. Topolino e Pippo arrivano quindi nel quarto cerchio, dove incontrano Pluto (non il dio greco, ma il cane di Topolino), che Pippo riesce a distrarre con un osso di seppia per canarini. I due vedono l'avaro cassiere Eli Squick bruciare su un rogo di banconote, mentre i prodighi stanno davanti a una fontana con le mani traforate da spilloni. Quindi Topolino e Pippo entrano nella barca di Flegias per attraversare la palude Stigia, dove i litigiosi sono immersi seminudi in un "mare di lacrime e d'inchiostro", azzuffandosi tra loro; qui Pippo viene assalito da un professore che pretende di dargli zero in tutte le materie. Scesi dalla barca, giungono alle porte della città di Dite, ma un corpo armato di diavoli impedisce il passaggio. Interviene Dumbo che potrebbe portare in volo Topolino e Pippo se non avesse finito la benzina. A questo punto calano su di loro le due furie Eulalia ed Enza, che soffiano dal naso un ciclone di fiamme: Topolino riesce a sfruttarle come motore a reazione legandole ai fianchi di Dumbo. Così sorvolano un'area in cui le "perdute genti" giacciono in "scoperchiati avelli da fiamme eterne resi incandescenti".

### Terza parte
I poveretti sono iracondi che "in vita si scaldavano per nulla"; tra loro c'è Gambadilegno, che sfida Topolino a un incontro di lotta. Tale incontro prende le sembianze di un vero evento sportivo, con Cucciolo che recupera l'uso della parola per fare da radiocronista. Topolino vince il duello, ma poco dopo deve vedersela con un furioso Paperino che, saltato fuori da un'arca, vorrebbe fuggire; Topolino e Pippo lo rinchiudono, ma egli promette di seguirli per tutto l'Inferno. Dopo aver saltato "a piedi pari un canto intero", infatti, i due arrivano al Flegetonte dove incontrano il Minotauro (rappresentato da Toro Seduto in motocicletta) e, in luogo dei centauri, i tre caballeros Paperino, José Carioca e Panchito Pistoles su un tappeto magico. Paperino continua a mostrarsi ostile, e viene cacciato via da Topolino con calcio nel sedere. Topolino e Pippo entrano poi in uno squallido bosco che alberi secchi e prati polverosi rendono simile al "Parco di Milano".

### Quarta parte
Topolino e Pippo riescono a salire su un minuscolo treno in transito, ma la loro corsa termina ben presto contro un albero. I due amici vengono assaliti dalle Arpie, che inizialmente hanno le sembianze di Grimilde in forma di strega ma poi si rivelano essere tanti Paperini inferociti. Tentando di scacciarli, Topolino stacca un ramo da una pianta, ma si accorge di aver lacerato un peccatore tramutato in albero (come Pier della Vigna). Si tratta di Cosimo, giovane cugino di Clarabella, che spiega come nella selva oscura si puniscano gli studenti che danneggiavano i banchi e i muri. Il contrappasso consiste anche nell'essere usati da Geppetto per costruire banchi scolastici, posti in un'aula popolata di somari e sistematicamente distrutti a calci, per poi tornare alberi. A interrompere la pena è l'intervento della fata azzurra (erroneamente chiamata Biancaneve), che ripristina le sembianze umane dei bambini e con l'aiuto del Grillo Parlante li convince a ottemperare ai loro doveri scolastici, ignorando il Gatto e la Volpe che li tentavano a fare il contrario. La fata poi promette la salvezza anche a Paperino, con la condizione di non infastidire più Topolino.

### Quinta parte
A dorso di cammello e con un apposito ombrello come protezione, Topolino e Pippo procedono in un deserto su cui piovono fiamme. Qui Topolino incontra il suo vecchio maestro di scuola: egli, come tutti i condannati del luogo, viene punito per l'aver predicato bene ma razzolato male. Saltando il canto XVI perché "contiene gli stessi peccatori del XV, e poi sappiamo già di che cosa si tratta", Topolino e Pippo cambiano cavalcatura e si affidano al drago riluttante che li porta a Malebolge, dove i truffatori – tra cui Fratel Coniglietto – stanno a mollo in una pozza di pece bollente che sembra cioccolata. Fratel Coniglietto riesce a fuggire alla pena trascinando al suo posto Compare Orso, dopo che Topolino salva Pippo appena in tempo. Topolino e Pippo incontrano poi Eta Beta che mostra loro i successivi due gironi. Il primo è quello degli indovini (raffigurati con delle schedine davanti a un tabellone del Totocalcio), costretti a girare come trottole con un sacco sulla testa. Il secondo è quello dei suggeritori, frustati sul sedere mentre nelle orecchie gli viene soffiata aria con un mantice. I due arrivano poi in un ospedale in cui i bambini vengono curati dalle malattie che fingevano per marinare la scuola, quindi nel girone dei ladri assistono ai tre porcellini che fuggono da Ezechiele Lupo.

### Sesta parte
Ezechiele tenta di prendere i porcellini ma viene ridotto a mal partito da un'esplosione (causata da Tommy che, una volta acchiappato, si gonfia fino a scoppiare), un attacco di galline e un tiro di schioppo sparato da Comare Volpe. Mentre Lupetto cura il padre, Topolino e Pippo arrivano al girone dei bugiardi (ovvero i giornalisti) dove incontrano Flip, l'animaletto di Eta Beta, all'avvicinarsi del quale "la verità viene a galla": e infatti i giornalisti iniziano a scrivere per terra con la lingua "Io fui bugiardo". Poco più in là i due incontrano una fiamma cornuta che racchiude (invece di Ulisse e Diomede) le due anime di Paperino: una metà buona e l'altra cattiva. Topolino e Pippo riescono a spegnere la parte cattiva, e così il Paperino buono, ormai redento, accompagna i due amici verso la "Gelateria della Giudecca" dove i traditori sono bloccati in un lago ghiacciato; tra loro il Conte Ugolino, un arbitro di calcio non imparziale condannato a rosicchiare un pallone. Ugolino dà un forte morso al pallone, causando uno scoppio che catapulta Topolino, Pippo e Paperino verso la voragine dell'Inferno più profondo. Qui incontrano lo stesso Dante che punzecchia con una gigantesca penna i "traditori massimi", cioè gli autori della storia. Topolino tuttavia lo ferma e gli fa sentire il coro dei ragazzi felici per aver letto la storia. Dante assolve "con la condizionale" i due autori, che lo ringraziano e promettono di non tradirlo più. Dante, infine, vedendo partire i tre amici e i due autori lascia loro il suo ultimo messaggio: se nella Commedia gridava "Ahi, serva Italia, di dolore ostello!" oggi affida al suo verso "la certezza / D'una speranza bella e pura", concludendo il canto con "Il ciel per te s'accenda di fiammelle / Splendenti a rischiararti ancor la via / Sì che tu possa riveder le stelle! Dio ti protegga, Italia. Così sia!".

## Edizioni
È la prima storia a fumetti pensata appositamente per il periodico tascabile Topolino, in cui fu pubblicata dal n. 7 dell'ottobre 1949 al n. 12 del marzo 1950. Come altre parodie Disney di opere letterarie, ha ottenuto numerose ristampe in Italia, la maggior parte delle quali presenta però modifiche di vario tipo a vignette, tavole, testi e colorazione per adattare la storia alle relative esigenze editoriali (tra cui la rimozione dei riferimenti all'originaria pubblicazione a puntate e la censura del finale della prima parte, in cui il ventilatore di Minosse affetta i condannati). Nel dicembre 1998 la storia fu ristampata nel n. 65 della collana Le grandi parodie Disney per la prima volta senza alcuna alterazione. Altre ristampe fedeli all'originale furono pubblicate nel 2005 nei primi due numeri della collana editoriale Topolino Story e nel settembre 2009 nell'albo Topolino Gold, supplemento a Topolino. Nel settembre 2021, per i 700 anni dalla morte di Dante Alighieri, la storia fu pubblicata in volume dalla Panini Comics in una versione restaurata e con una nuova colorazione eseguita da Luca Merli sotto la supervisione di Fabio Celoni, autore anche della copertina per l'edizione deluxe in formato gigante.
La storia è stata pubblicata inoltre in varie altre nazioni europee, in Brasile e negli Stati Uniti.